# Природно-заповідний фонд Коростенського району
| № п/п | Зображення | Найменування      | Тип                                      | Категорія                                                   | Площа, га | Розташування | Рік засну вання | Рішення                                                    | Характеристика |
| ----- | ---------- | ----------------- | ---------------------------------------- | ----------------------------------------------------------- | --------- | --- | --------------- | ---------------------------------------------------------- | --- |
| 1     |            | Полігон           | Ландшафтний заказник                     | Заказник місцевого значення                                 | 2 293,30  | Бехівське лісництво, кв. 114–136 (крім кварталу 116, вид. 19; кварталу 117, вид. 14; кварталу 123, вид. 19 та кварталу 124, вид. 2)                                  | 2010            | Рішення Житомирської обласної ради від 08.09.10 № 1163     | Комплекс соснових, сосново-березових, вільхових лісів із незначними лісоболотними мезотрофними комплексами. Найбільшу цінність мають ділянки незначних за площею низинних осоково-сфагнових боліт. Охороняються рідкісні види рослин та тварин, занесені до Червоної книги України |
| 2     |            | Лозанове          | Гідрологічний заказник                   | Заказник місцевого значення                                 | 14,6      | Бехівське лісництво, кв. 117, вид. 14; кв. 124, вид. 2 | 2008            | Рішення Житомирської обласної ради від 14.11.2008 р. № 665 | |
| 3     |            | Хвощове болото    | Гідрологічний заказник                   | Заказник місцевого значення                                 | 11,6      | Бехівське лісництво, кв. 123, вид. 2; кв. 116, вид. 19 | 2008            | Рішення Житомирської обласної ради від 14.11.2008 р. № 665 | |
| 4     |            | Михайловичі       | Ландшафтний заказник                     | Заказник місцевого значення                                 | 139,6     | Бехівське лісництво, кв. 16 (вид. 16-18) — 18, 26, 28 | 2008            | Рішення Житомирської обласної ради від 14.11.2008 р. № 665 | |
| 5     |            | Карпиха           | Лісовий заказник                         | Заказник місцевого значення                                 | 451,2     | Горщиківське лісництво, кв. 36, кв. 37, кв. 38, кв. 40 (вид. 1 — 15.1)                                                                                               | 2010            | Рішення Житомирської обласної ради від 11.06.10 № 1138     | |
| 6     |            | Еліта             | Дендрологічний парк                      |                                                             | 4,8       | село Грозине, дослідне господарство «Грозинське» | 1988            | Рішення облвиконкому від 01.02.1988 р. № 27                | |
| 7     |            | Баранячі лоби     | Геологічна пам'ятка природи              | Пам'ятка природи місцевого значення                         | 0,1       | місто Коростень, міський парк, на березі річки Уж | 1967            | Рішення облвиконкому від 20.11.1967 р. № 610               | |
| 8     |            | Велетенські котли | Геологічна пам'ятка природи              | Пам'ятка природи місцевого значення                         | 0,1       | місто Коростень, міський парк, на березі річки Уж | 1967            | Рішення облвиконкому від 20.11.1967 р. № 611               | |
| 9     |            | Ольжині купальні  | Геологічна пам'ятка природи              | Пам'ятка природи місцевого значення                         | 0,2       | місто Коростень, міський парк, на березі річки Уж | 1967            | Рішення облвиконкому від 20.11.1967 р. № 612               | |
| 10    |            | Межиріччя         | Лісовий заказник                         | Заказник місцевого значення                                 | 274       | Коростенське лісництво, кв. 16 (вид. 7, 11, 12, 13, 14, 16), кв. 17, кв. 21                                                                                          | 2010            | Рішення Житомирської обласної ради від 11.06.10 № 1138     | |
| 11    |            | Мисловичі         | Гідрологічний заказник                   | Заказник місцевого значення                                 | 52        | Омелянівське лісництво, кв. 57, вид. 4, 7, 9, 10; кв. 58, вид. 1-3, 7, 11, 12, 18                                                                                    | 1982            | Рішення облвиконкому від 21.01.1982 р. № 26                | |
| 12    |            | Ушомирський       | Парк-пам'ятка садово-паркового мистецтва | Парк-пам'ятка садово-паркового мистецтва місцевого значення | 12,91     | село Ушомир | 1970            | Рішення облвиконкому від 07.12.1970 р. № 624               | На площі близько 13 га зростають 22 види деревних і 12 видів чагарникових порід віком 160–190 років. |
| 13    |            | Чорний мох        | Гідрологічний заказник                   | Заказник місцевого значення                                 | 29        | Ушомирське лісництво, кв. 18, вид 22; кв. 22. вид. 3 | 1982            | Рішення облвиконкому від 21.01.1982 р. № 28                | |
| 14    |            | Щабель            | Загально-зоологічний заказник            | Заказник місцевого значення                                 | 72        | Ушомирське лісництво, кв. 21, вид. 12, 16, 17, 29; кв. 22, вид. 17, 18, 25, 27, 28, 32; кв. 23, вид. 8, 9, 10, 12, 13; кв. 28, вид. 1, 2, 3; кв. 29, вид. 1, 2, 3, 4 | 1982            | Рішення облвиконкому від 21.01.1982 р. № 26                | |
| 15    |            | Волосне           | Гідрологічний заказник                   | Заказник місцевого значення                                 | 271       | Ушомирське лісництво, кв. 36, вид. 16, 17, 23, 30 | 1982            | Рішення облвиконкому від 21.01.1982 р. № 26                | |
| 16    |            | Сукачове          | Гідрологічний заказник                   | Заказник місцевого значення                                 | 214       | Ушомирське лісництво, кв. 69, вид. 19, 21, 22 | 1982            | Рішення облвиконкому від 21.01.1982 р. № 27                | |
| 17    |            | Барвенкове        | Загально-зоологічний заказник            | Заказник місцевого значення                                 | 41,9      | Ушомирське лісництво, кв. 9, вид. 29; кв. 10, вид. 21, 22, 23, 26 | 1982            | Рішення облвиконкому від 21.01.1982 р. № 26                | |
| 18    |            | Забране           | Лісовий заказник                         | Заказник місцевого значення                                 | 31,7      | Шершнівське лісництво, кв. 75, вид. 21; кв. 80, вид. 1, 2, 3, 4, −7                                                                                                  | 1991            | Рішення облвиконкому від 23.12.1991 р. № 360               | |